# Club Deportivo Defensor La Bocana
El Club Deportivo Defensor La Bocana es un club de fútbol peruano de la ciudad de Sechura del departamento de Piura. Fue fundado el 29 de junio de 1987 y actualmente participa en la Copa Perú.

## Historia

### Copa Perú 2013
En el año 2013 el club clasificó a la Etapa Regional de la Copa Perú como campeón departamental de Piura, siendo eliminado en semifinales regionales por Willy Serrato de Lambayeque por marcador global de 5-3.

### Copa Perú 2014
En la Copa Perú 2014 La Bocana clasificó a la Etapa Regional otra vez como campeón departamental de Piura, y en semifinales de la etapa regional derrotó a Defensor Bolívar de Tumbes por el marcador de 1-5, el global quedó así porque no se jugó el partido de vuelta, con ese resultado clasificó a la Etapa Nacional.
En octavos de final se enfrentó a Sport Rosario al cual le ganó por el marcador global de 3-1, mientras que en cuartos de final se enfrentó a Cristal Tumbes y lo derrotó por el marcador global de 4-1. En semifinales le tocó jugar contra Sport Loreto de Pucallpa y cayó por el marcador de 6-7 y así terminó su campaña en el año 2014.

### Copa Perú 2015
En la Copa Perú 2015 Defensor La Bocana con el nuevo sistema en el que se eliminó la Etapa Regional, clasificó a la Etapa Nacional, que consistía en una liguilla de 50 equipos de 25 departamentos diferentes que disputaban 6 jornadas cada uno, La Bocana clasificó como campeón departamental de Piura. En la liguilla terminó en el vigésimo lugar (ganó 3 partidos, empató 1 y perdió 2) clasificando a los play-off's de la Etapa Nacional.
En esta instancia enfrentó a Deportivo Delusa de Áncash, al cual derrotó por el global de 5-3. En octavos de final enfrentó a Coronel Bolognesi de Tacna y le ganó por el marcador global de 6-3, en cuartos de final eliminó a Deportivo Independiente Miraflores de Lima y le ganó por el global de 4-2, con ese resultado entró otra vez en semifinales. En el encuentro de ida disputado el 5 de diciembre derrotó por 9-0 a Alfredo Salinas en Sechura. En el partido de vuelta viajó con un equipo alterno, guardando los titulares para una posible final y cayó goleado pero igual pasó a la final.
En la ida de la final frente a la Academia Deportiva Cantolao ganó por 2-0 en Sechura con tantos de George Arrieta e Isidro Arroyo en los minutos iniciales y en los minutos finales, respectivamente. La semana siguiente fue a Lima para jugar la vuelta, pese a caer por 3-2 les valió para coronarse campeones de la Copa Perú y lograr el boleto para jugar en la Primera División por primera vez en su historia.

### Breve paso por primera y retorno a Copa Perú
El equipo sechurano empezó el año renovando la confianza en el entrenador Javier Atoche y contrató algunos jugadores como Roberto Jiménez, Jean Tragodara, Enzo Borges, entre otros. Su debut en la Primera División se produjo en la ciudad de Chiclayo, frente al Juan Aurich y pese a mostrar un regular juego, cayó derrotado por marcador de 2-1. Tras cuatro jornadas sin obtener victorias, la dirigencia del club despidió al técnico Atoche y decidió contratar en su lugar a Miguel Miranda, quien llegó con dos refuerzos: Manuel Heredia (portero) y Lampros Kontogiannis (mediocampista). El debut de Miranda con el buzo sechurano fue frente al F. B. C. Melgar en la ciudad de Arequipa, donde sacó un empate por 2-2. Las dudas siguieron pero estas se esfumaron cuando el 4 de marzo, Defensor La Bocana obtuvo su primera victoria en la máxima categoría tras golear en Sechura a Deportivo Municipal por 4-1.
En la Segunda División 2017 fue castigado con la pérdida de 14 puntos por deudas y acabó el torneo en el penúltimo lugar tras caer en la última fecha por 3-1 con Los Caimanes por lo que perdió la categoría. 
Debió jugar la Copa Perú 2018 desde la Etapa Departamental pero fue excluido del torneo por temas administrativos.
En la Copa Perú 2019 llegó hasta la etapa departamental donde enfrentó en semifinales a Sport Estrella de Colán. Tras empatar 2-2 como local y 0-0 de visitante quedó eliminado por la regla del gol de visitante.
Tras dos años sin participar (2020 por pandemia), en la Copa Perú 2022 clasificó a la Etapa Nacional como subcampeón departamental detrás de Atlético Torino. Tras terminar en el puesto 19 de la tabla general de la primera fase, eliminó en las fases siguientes a Estudiantil CNI, Atlético Verdún y CESA para llegar al cuadrangular final. Allí terminó en tercer lugar luego de perder en la última fecha con Comerciantes Fútbol Club por lo que no pudo lograr el ascenso a Liga 2. Al año siguiente debió iniciar su participación desde la Etapa Departamental de Piura pero no tomó parte del torneo por deudas. Desde entonces no participa de torneos oficiales.

## Uniforme
- Uniforme local: Camiseta, pantalón y medias celestes.
- Uniforme alternativo: Camiseta amarilla, pantalón y medias blancas.

## Datos del club
- Temporadas en Primera División: 1 (2016)
- Temporadas en Segunda División: 1 (2017)
- Mayor goleada conseguida:
  - En campeonatos nacionales de local:  Defensor La Bocana 13:2 Estrella Roja (26 de julio de 2015).[15]
  - En campeonatos nacionales de visita: Sporting Cristal 2:5 Defensor La Bocana (3 de noviembre del 2016)
- Mayor goleada recibida:
  - En campeonatos nacionales de local: Defensor La Bocana 1:6 Carlos A. Mannucci (2 de julio del 2017)
  - En campeonatos nacionales de visita: Alfredo Salinas 6:0 Defensor La Bocana (8 de diciembre de 2015).[16]

## Jugadores

### Máximos anotadores en torneos profesionales
| Jugador        | Goles |
| -------------- | ----- |
| Enzo Borges    | 17    |
| Wilmer Aguirre | 11    |
| Jordy Reyes    | 10    |
| Pedro Bautista | 10    |
| Luis Rojas     | 10    |

## Entrenadores
- Javier Atoche (2013)
- Mario Flores (2014)
- Javier Atoche (2015)
- Miguel Miranda (2016)
- Edson Ojeda (2016)
- Miguel Zahzú (2016)
- Mario Flores (2017)
- Carlos Vente (2017)
- Johano Bermúdez (2017)
- Reddy Hurtado Alvarado (2018)
- Jorge Montero Lozada / Reddy Hurtado Alvarado (2018)
- Javier Atoche (2019-2020)
- Fidel Suárez (2022)
- Álex Bartolo (2022)

## Palmarés

### Torneos nacionales
| Competición nacional | Títulos | Subcampeonatos |
| -------------------- | ------- | -------------- |
| Copa Perú (1/0)      | 2015.   |                |

### Torneos regionales
| Competición regional              | Títulos                       | Subcampeonatos          |
| --------------------------------- | ----------------------------- | ----------------------- |
| Liga Departamental de Piura (3/1) | 2013, 2014, 2015.             | 2022.                   |
| Liga Superior de Piura (1/0)      | 2015.                         |                         |
| Liga Provincial de Sechura (4/4)  | 2013, 2014, 2019, 2022.       | 2005, 2007, 2009, 2012. |
| Liga Distrital de Sechura (5/0)   | 2004, 2013, 2014, 2019, 2022. |                         |